# Euplexia unicolor
Euplexia unicolor là một loài bướm đêm trong họ Noctuidae.